# 共鳴管

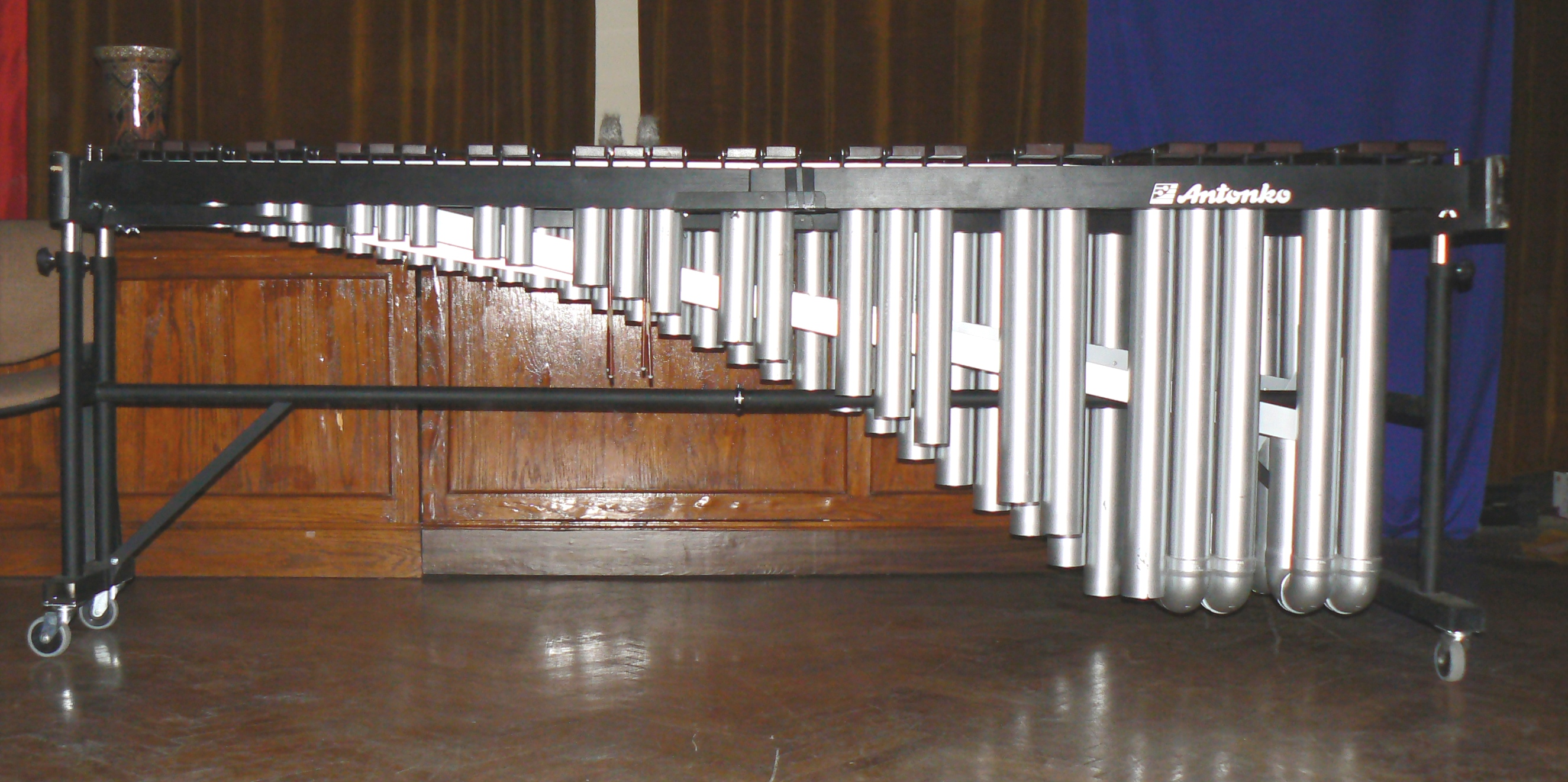
馬林巴琴下的共鳴管

打擊樂器中，木琴、馬林巴、顫音琴等需要在琴鍵下設置共鳴管以擴大音量和延長餘音，共鳴管的長度會對應到琴鍵的振動頻率，高音對應口徑較小的共鳴管，低音對應口徑較大的共鳴管。